# 馬納本德·納特·羅易
马纳本德·纳特·罗易（1887年3月21日—1954年1月25日），又譯魯易、魯依、羅亦，印度革命家、哲學家、政治理論家及活動家。早年曾為共產主義領袖及理論家，在墨西哥、印度和中國从事革命活动；後來，他对资产阶级民主和共产主义都感到失望，在生命的最后几年致力于发展一种替代哲学，他称之为“激进人文主义”，

## 早年
他原名曼文德拉·纳特·巴塔查亚，18歲时參加印度地下獨立運動。1915年嘗試發動武裝政變推翻英國統治未果。第一次世界大戰期間前往德國及中國上海尋求德國提供武器支持印度革命，但未能獲得成功。之後分別前往印尼、日本、韓國、墨西哥、菲律賓及美國，並在美國改名為馬納本德·納特·羅易。羅易為政治理論家及活動家，1917年往墨西哥，與當地知識份子及政治領袖關係密切。羅易曾為墨西哥社會黨總書記。十月革命後轉向共產主義，與當時在墨西哥的鮑羅廷熟悉，並一起創建墨西哥共產黨。羅易為共產國際駐墨代表。1920年受列寧之邀前往莫斯科參加共产国际第二次代表大会，於會上發表關於民族及殖民問題的理論，為列寧在這方面理論的補充。同時開始參予共產國際事務，同年於塔什干成立印度僑民共產黨。1922年為共產國際遠東局負責人之一，之後曾為共產國際主席團成員。

### 到中國
1927年年初，羅易奉共產國際之命前往中國，任共產國際駐中國代表團團長，負責指導中國革命，并出席中国共产党第五次全国代表大会。羅易於4月初抵達武漢。4月12日蔣介石及國民黨右派在上海清黨，引致寧漢分裂。羅易與當時中共主要負責人陳獨秀、譚平山以及鮑羅廷等對革命方略出現爭論。5月31日，共產國際密電中共，指示中共發動進行土地革命，武裝農民、沒收土地；滲入國民黨內並組成可靠的武裝部隊。羅易於6月將共產國際指示給予國民黨於武漢主事人汪精衛過目，最終武漢方面亦實行分共。同年8月羅易返回蘇聯。

## 與共產黨決裂
羅易於1929年共產國際六大後與共產黨決裂，羅易公開批評共產國際極左，而其本人則被共產國際開除。1930年出版關於中國之書本《中國的革命與反革命》。羅易返回印度後，被英國當局逮捕，被判六年監禁，於獄中著有《現代科學的哲學結果》一書原稿。羅易出獄後宣揚反對極權主義，支持反法西斯戰爭；同時並為自由印度起草憲法，提出由地方分權的經濟政策。二戰爆發前，羅易違反當時印度國民大會党領袖及印度共產黨的主張，力主印度與英國合作對抗希特拉及法西斯；並指只有自由的英國得到勝利，印度才可能獲得獨立。

## 晚年
羅易晚年表現對小資產階級民主及共產主義失望，轉為開始研究稱為“激进人文主义”（Radical Humanism，又称「新人民主義」）的新主張。其思想收錄在其晚年論著《理性、浪漫主義、革命》。

## 外部連結
- Manabendra Nath Roy Internet Archive （页面存档备份，存于）